# ダットサン・14型
ダットサン14型（ダットサン14がた）は、1935年2月に導入され、1936年まで日産自動車によって製造された日本初の量産車である。15 PS (11 kW) のサイドバルブエンジンを搭載し、小型自動車に分類されるいくつかのボディスタイルが存在した。ハンプシャーにあるイギリス国立自動車博物館によると、14型は「日本の自動車産業の誕生を告げた」と紹介されている。

## デザイン

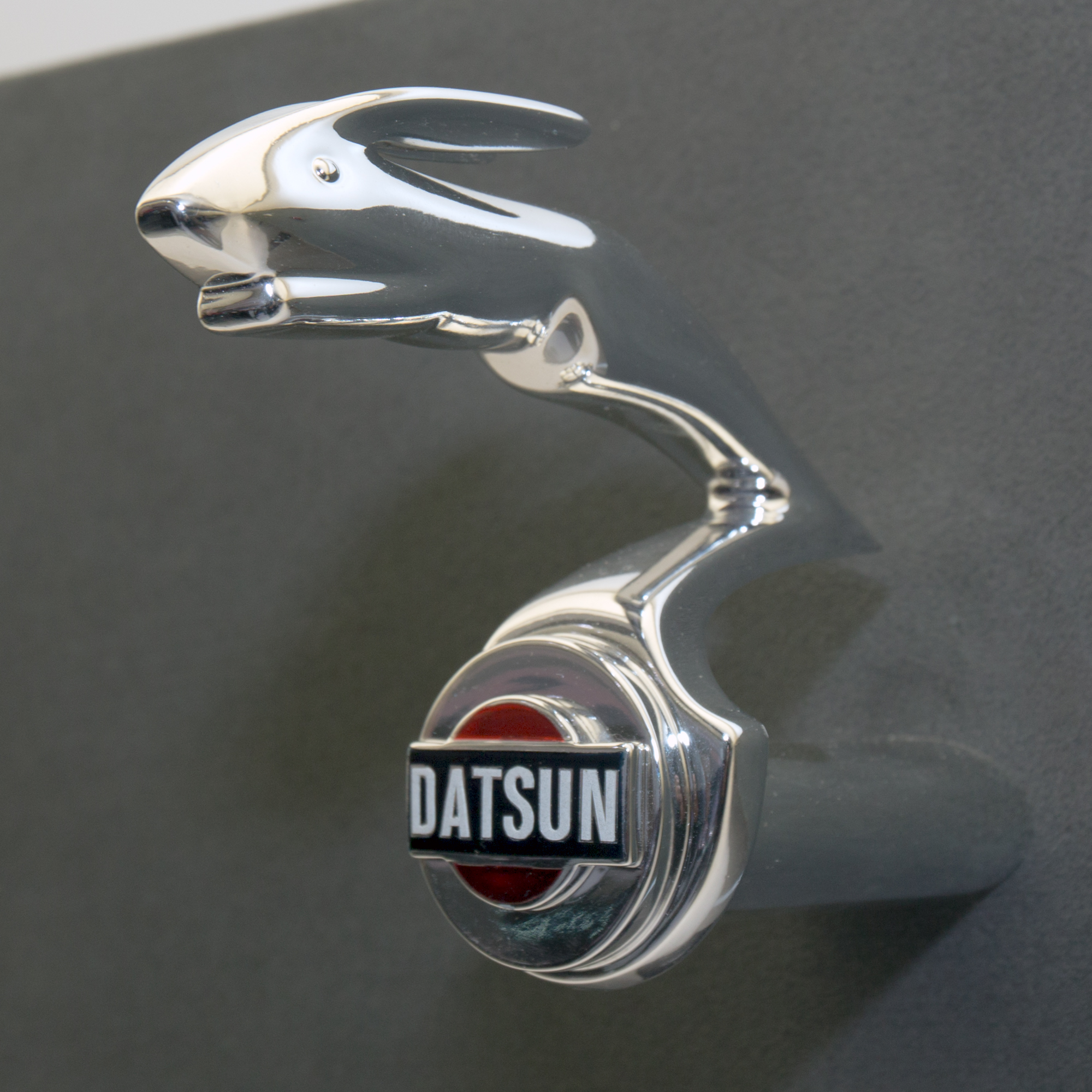
ボンネットに取り付けられた跳ねウサギのオーナメントマスコット

ダットサン14型は、外観的には先に発表されたダットサン13型と非常によく似ていた。唯一の顕著な違いは、ボンネットの上に飛び跳ねるウサギ（脱兎）のマスコットが追加されたことである。このマスコットは日産自動車に勤めていたデザイナー、富谷龍一によるデザインであり、全体のスタイリングも担当している。
機械的には、ダットサン13型の古いDATエンジンが、排気量722 ccのサイドバルブ直列4気筒エンジンである新しいダットサン・7型エンジンに置き換えられた。新しいエンジンは小型ではあるが、出力は 15 PS (11 kW) でより強力だった。エンジンは3速MTギアボックスを介して後輪を駆動し、最高速度は 80 km/h (50 mph) に達した。
サスペンションは従来同様にリーフ式サスペンションを採用しているが、フロント側の取り付け位置が変更されたことで、悪路で横転しやすい弱点を改善した。

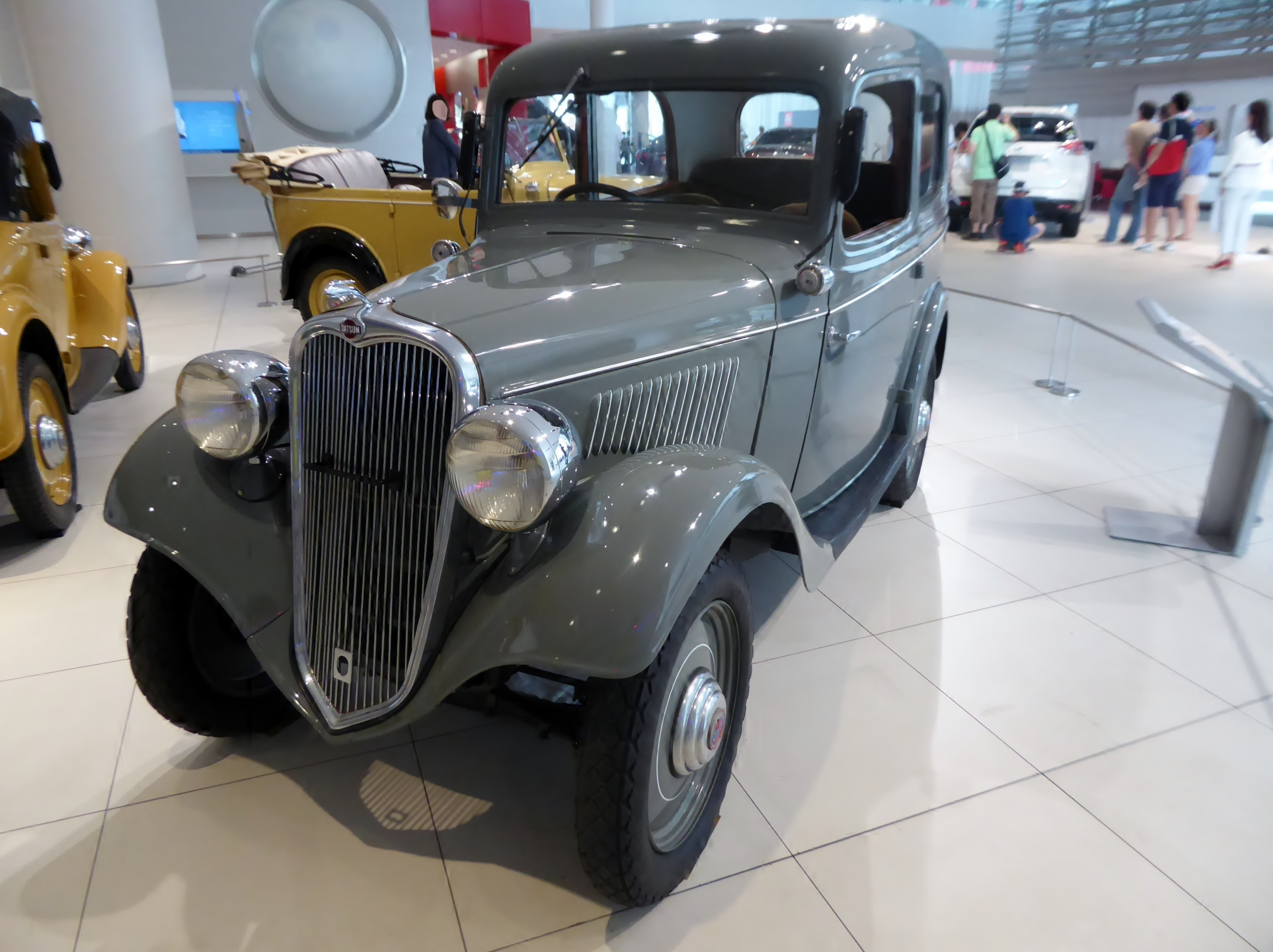
ダットサン14型セダン（フロント）
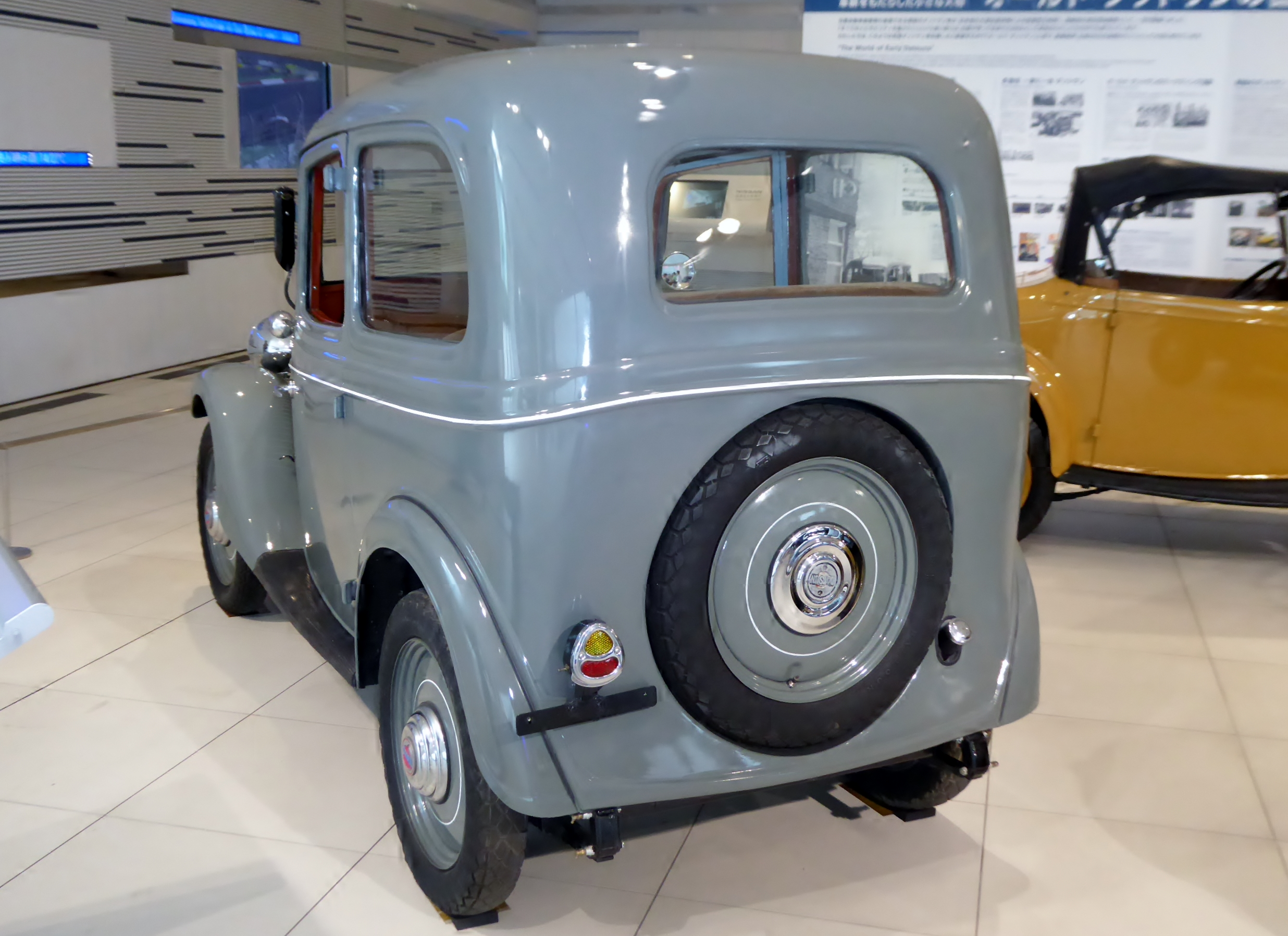
ダットサン14型セダン（リア）
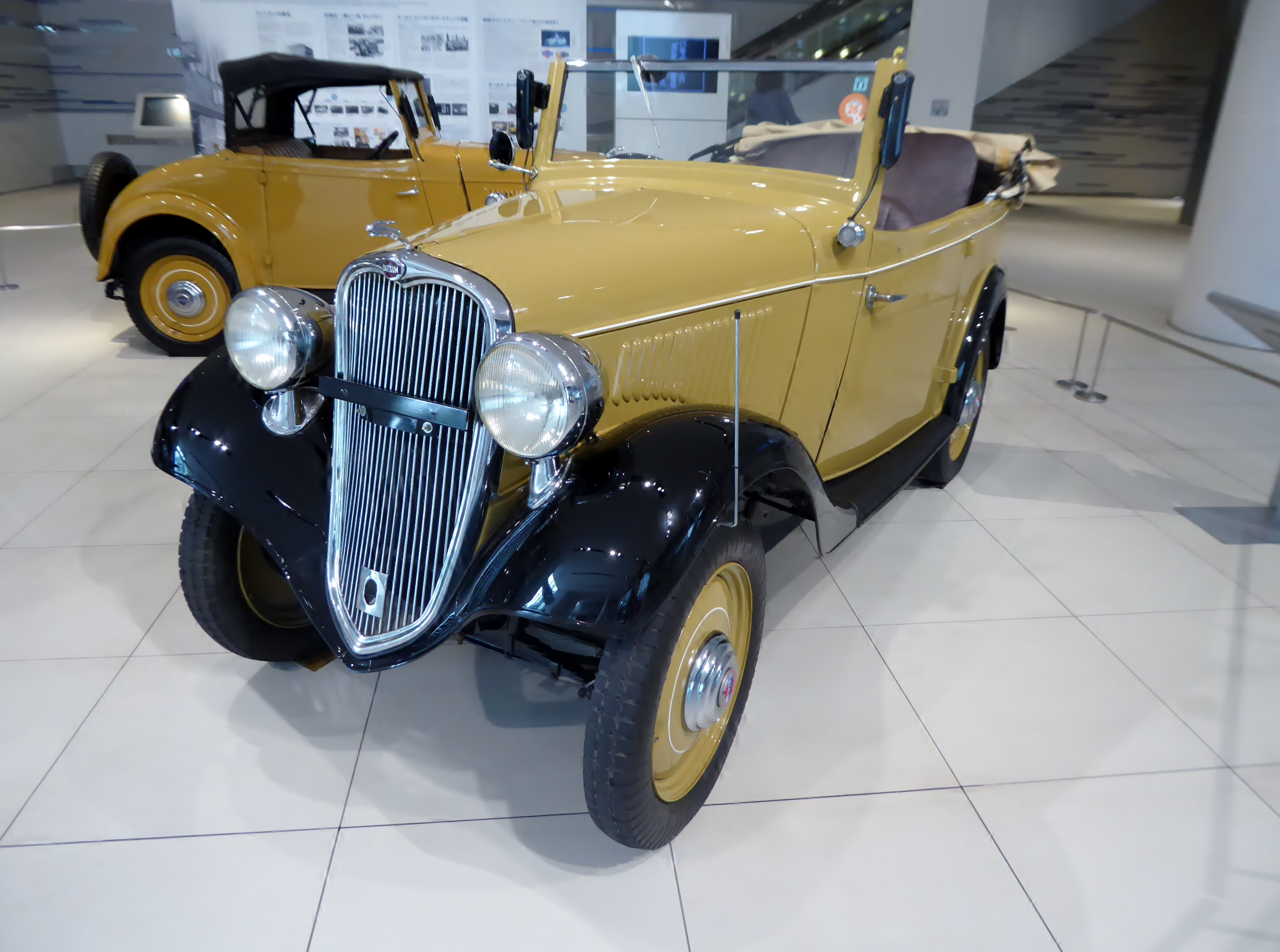
ダットサン14型フェートン（フロント）
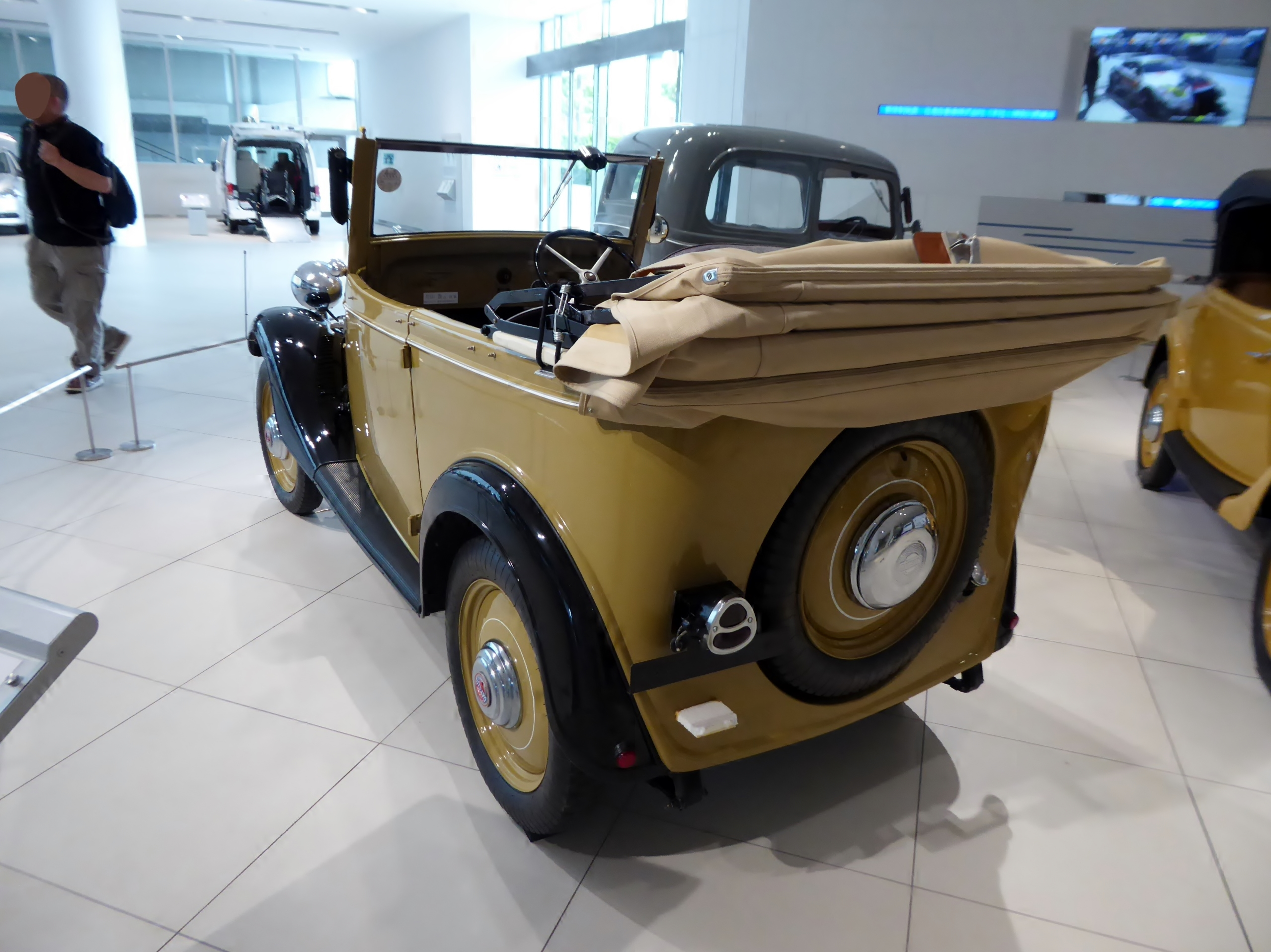
ダットサン14型フェートン（リア）

## 生産
ダットサン14型は、日産が横浜の新工場で生産した最初の車である。この工場では米国から輸入した多くの工具や技術を活用し、初めて同じ工場でボディとシャーシの両方を組み立てることができた。このため以前の設備に比べると大量生産が可能になった。最初の車両は1935年4月12日に生産ラインから出荷された。
イギリス国立自動車博物館にある車両は、1935年にハーバート・オースチンによって輸入されたものであるが、オースチンは特許侵害の可能性を調査するため、何の措置も取らなかった。引き渡しの購入資金は、欧州日産が提供した。

## 生産台数
ダットサン14型は1935年4月から1936年4月までに合計3,800台が生産され、そのうち53台が輸出された。この車はオースチン・7 とスタイリングが似ており、当初はオーストラリアへ、そして 1936年にはニュージーランドへの輸出に大きく貢献した。

## ダットサン・14T型
日産は同時期に、同工場でダットサン14型をベースにした商用車ダットサン14T型を生産した。このトラックの前半分は、ウサギのオーナメントやフォード・モデルYからヒントを得たクロムメッキグリルを含め、乗用車の14型と同じであった。